# Reggimento Oltremarini
Gli Schiavoni o Oltremarini erano corpi di fanteria dalmata inquadrati normalmente nell'ambito della marina veneta, nella difesa dei territori dello Stato da Mar e della città di Venezia, ma all'uopo dislocabili anche nel servizio e nella difesa dei Domini di Terraferma, assieme all'esercito campale. Per la loro fedeltà e dedizione erano considerati i fedelissimi di San Marco.

## La storia
Gli  “ Oltremarini “ i soldati della Serenissima provenienti “ al di là del mare “ conosciuti anche con il nome di Schiavoni,  di religione cristiana provenienti dalla Dalmazia. Formavano undici reggimenti che prendevano il nome del loro colonnello che era della loro stessa origine. Gli ordini venivano impartiti nella loro lingua nativa, oppure in quella veneta e tra loro si chiamavano Brate (fratello). La sede del comando era a Zara in Dalmazia, mentre a Venezia in Riva degli Schiavoni si trovava il centro di smistamento delle nuove leve, da qui l'origine del nome della riva.

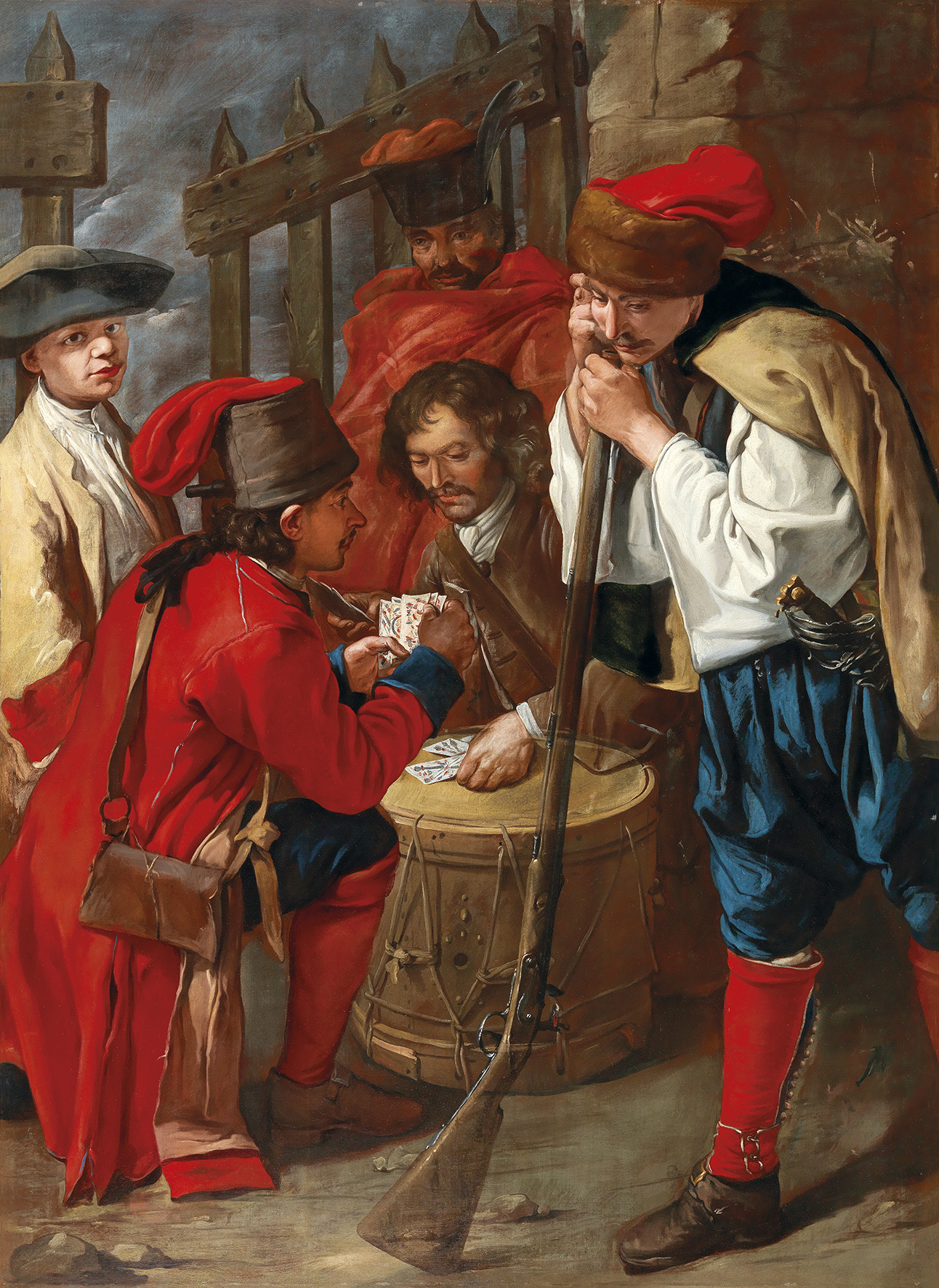
Soldati Schiavoni che giocano a carte, di Giacomo Ceruti, XVIII secolo.

Il loro attaccamento alla madre patria Veneta era proverbiale, ed è noto che il generale Bonaparte ponesse come condizione per non assalire le città il loro allontanamento, il Senato veneto riconosceva e ricambiava la loro fedeltà trattandoli con il dovuto rispetto.
Erano armati della famosa spada schiavona, molto pesante e a lama larga, di pistola ad avancarica, pugnale a lama lunga e di un fucile senza baionetta. Erano nati come “fanti da mar” per operazioni di sbarco e di assalto al naviglio nemico.
Famosi per il loro coraggio e la loro ferocia in battaglia, non brillavano però per disciplina, tanto che nella città di Padova dove eseguivano il servizio di vigilanza vennero accampati fuori dalle mura per le continue risse di cui si resero partecipi.
Per incutere maggior timore al nemico portavano capelli lunghi e incolti e si facevano crescere dei lunghi mustacchi.
Avevano in dotazione due uniformi, una da parata d'alta montura composta da una giacca lunga rosso cremisi, con risvolti blu, e una giornaliera, che vediamo nella stampa, del 7º reggimento Medin, composta da una giacca corta blò scuro con risvolti rosso cremisi.  Portavano diversi copricapi, oltre al solito di ordinanza, non era raro vedere un oltremarino con un copricapo di martora o faina, oppure il caschetto di fanteria se appartenevano alla compagnia greca di Butrinto. Intorno alla vita portavano una fusciacca che poteva essere rossa o gialla, come pure gli alamari della giacca a seconda del grado di appartenenza.